# Moucherolle noirâtre
Contopus nigrescens
Ne doit pas être confondu avec Moucherolle noir.
Espèce
Synonymes
- Myiochanes nigrescens

Statut de conservation UICN

 LC  : Préoccupation mineure
Le Moucherolle noirâtre (Contopus nigrescens), également appelé Pioui noirâtre, est une espèce de passereau placée dans la famille des Tyrannidae.

## Systématique
Le Moucherolle noirâtre a été décrit en 1880 sous le nom scientifique de Myiochanes nigrescens par Philip Lutley Sclater et Osbert Salvin.

## Sous-espèces
Cet oiseau est représenté par 2 sous-espèces :
- Contopus nigrescens nigrescens : versant est des Andes de l'Équateur (provinces de Napo et de Pastaza et cantons de Santiago et de Zamora) ;
- Contopus nigrescens canescens (Chapman, 1926) : Est du Pérou (au Sud de la région de Cuzco), Sud du Guyana (Serra do Acari (pt)) et Brésil (Est de l'Amazone).

## Habitat
Cette espèce vit dans la canopée et dans les bords des forêts humides dans les zones vallonnées, jusqu'à 1 200 m d'altitude. Malgré tout, à l'Ouest de sa zone de répartition, son habitat est restreint aux contreforts des Andes, au-dessus de 400 m. Les oiseaux vivent habituellement par deux, le long des cours d'eau ou dans des percées de la forêt.